# Резолюция 63 на Съвета за сигурност на ООН
Резолюция 63 на Съвета за сигурност на ООН е приета на 24 декември 1948 по повод Индонезийската национална революция. Резолюцията, приета в отговор на доклад от Комитета за помирение до Съвета за сигурност, призовава страните в конфликта за незабавно спиране на военните действия и за освобождаването на президента на Република Индонезия и другите политически затворници, арестувани след 18 декември 1948 г. Резолюцията призовава Комитета за помирение да докладва незабавно и цялостно по телеграфа за всички събития, които са се случили след 12 декември 1948, и да държи Съвета в течение за действията на страните в конфликта за изпълнението на резолюцията.
Резолюция 63 е приета с мнозинство от 7 гласа, като четирима от членовете на Съвета за сигурност – Белгия, Франция, Украинската ССР и СССР – гласуват въздържали се.